# Sondaje uretral
El sondaje uretral es el uso médico de unos tubos, llamados sondas, las cuales son usadas para incrementar el diámetro interior de la uretra o para buscar obstrucciones en ella y permitir, en el caso de las obstrucciones, que la vía urinaria permanezca permeable al paso de la orina. Esto es muy común en el caso de los varones que presentan con mucha frecuencia en la edad madura aumento del tamaño prostático con la consiguiente estrechez de la uretra y dificultad para la micción. El sondaje uretral puede ser intermitente o permanente, con sondas de diferentes calibres, de caucho o silicona, con sistemas cerrados conectados a bolsas colectoras o bien abiertos para vaciar en el WC. Los lleva a cabo personal sanitario en medios estériles o bien el propio paciente en su domicilio en el caso de los sondajes intermitentes.

## Práctica

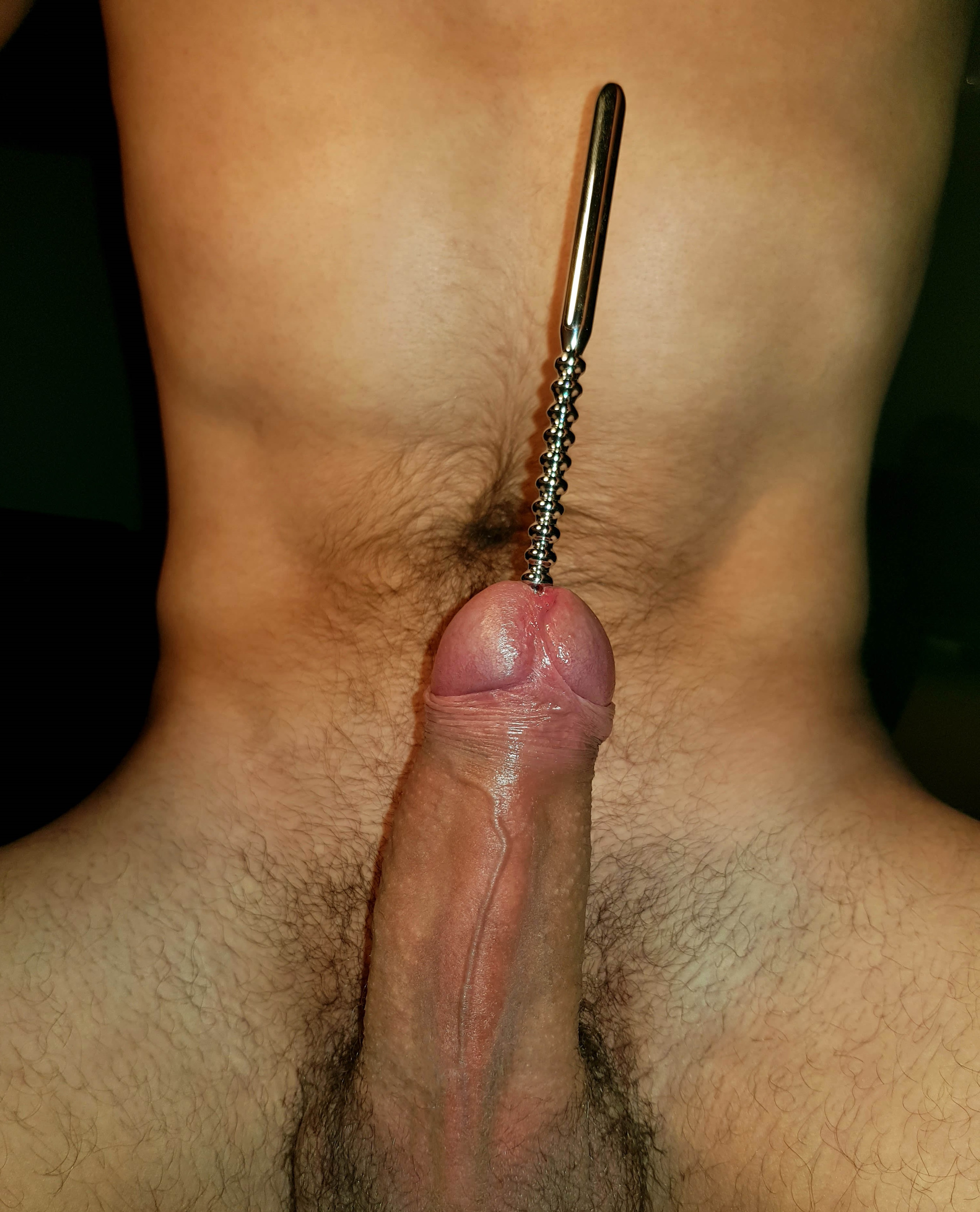

Los términos sondeo uretral y juego uretral se usan para nombrar esta práctica dentro de un contexto sexual, en el ámbito del BDSM o del sadomasoquismo. El juego uretral también forma parte de los fetiches relacionados con el juego sexual entre paciente y doctor, el cual es más común dentro de la jerga sexual.
El juego uretral puede implicar la introducción de tubos rígidos o blandos dentro de la uretra del pene. Objetos como las probetas uretrales suelen insertarse hasta la mitad del glande, para retirarlas luego más fácilmente. Otros juguetes y artículos sexuales, como los catéteres, pueden introducirse más adentro (en algunos casos pueden llegar hasta la vejiga urinaria). Algunos objetos pueden expandirse o curvarse dentro de la vejiga. Esta acción en el hombre, está asociada, directa o indirectamente, con la estimulación de la glándula prostática y con algunos tipos de control de la vejiga.

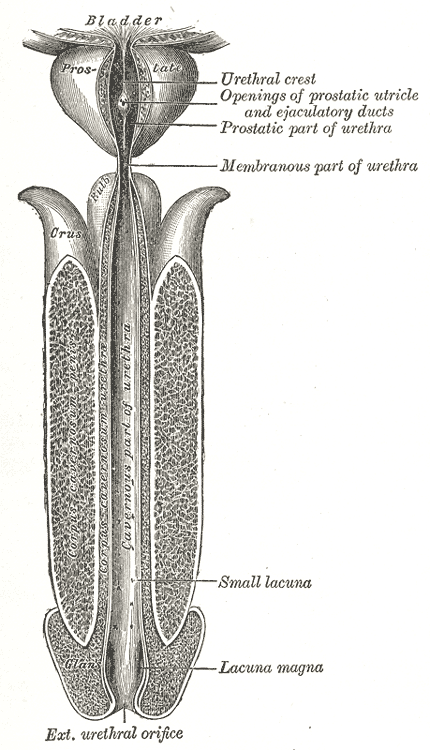
La uretra masculina es sondeada con mayor regularidad que la uretra femenina.

## Expansión de la uretra
Mucha gente que practica el sondaje uretral como fetiche sexual, llegan a abrir los esfínteres uretrales, ubicados en el glande del pene, este método llamado subincisión puede llegar a usarse para abrir todo el canal uretral del pene, de forma tal que la función encargada de orinar tiene que realizarse con cuidado ya que la persona no puede controlar más la función de los esfínteres, lo mismo ocurre con la eyaculación. La subincisión puede contraer riesgos de infección porque la uretra queda al descubierto, de esta manera los agentes infecciosos pueden ingresar con mayor facilidad a la vejiga y a los riñones.

## Riesgos
Si no son desinfectadas correctamente, las sondas acarrearían riesgo de irritación, inflamación o la formación de una infección urinaria. Las infecciones pueden volverse serias si progresan a la vejiga o a los riñones, y tendrían que ser revisados por un médico.